# Alexandria (Louisiana)
Alexandria város az USA Louisiana államában. Lakosainak száma 45 275 fő (2020. április 1.).

## Népesség
A település népességének változása:
| Lakosok száma | 47 723 | 46 180 | 45 275 |
|               | 2010   | 2019   | 2020   |